# Begoña Martínez Deltell
Begoña Martínez Deltell, Alicante 1961, es una gestora cultural y galerista de arte contemporáneo española. Miembro de El Consell Valencià de Cultura (CVC)

## Trayectoria profesional
Licenciada en Bellas Artes por la Facultad de San Carlos de la Universitat Politècnica de València, UPV, en los años1980-85. Fue profesora en la Universidad de Alicante, en cuya institución dirigió el programa Arte en las sedes universitarias del Vicerrectorado de Cultura y Extensión Universitaria entre 1996-2000. E n el año 2001 decide crear su propia galería de arte contemporáneo en Alicante denominada Galería Aural. Compartió su labor como galerista con la enseñanza en los años 2006 a 2010, ejerciendo de profesora Asociada de Escultura en la Facultad de Bellas Artes de la Universidad Miguel Hernández de Elche, en el Campus Altea. 
Gran impulsora del arte, crea numerosos proyectos y programas específicos para promocionar a los artistas jóvenes, principalmente los alicantinos. Dirige y funda el Centro Espiral de Arte y Fotografía de Alicante entre 1991-99. P
Dirigió el proyecto “Exposiciones virtuales. Un recorrido virtual por la obra de artistas alicantinos” obteniendo para la producción, ayudas del Ministerio de Cultura, Educación y Ciencia de España.
Creó el proyecto “Circuits d’Art Jove” con La Concejalía de Juventud de Alicante y El IVAJ de Valencia y el Ayuntamiento de Castellón.
Fue Asesora de Arte y directora de exposiciones de El Centro Municipal de Recursos para la juventud de Alicante denominado Centro 14 entre 1996-2004, en este centro se pone a disposición de los jóvenes linstalaciones a fin de desarrollar actividades culturales y de interés para estos y ofrecerles servicios de información, documentación y asesoramiento.
Participa como ponente en mesas redondas y conferencias como la titulada ‘Mujeres Artistas” de la Colección MUA, en el Museo de la Universidad de Alicante;«Función de las Instituciones Públicas, Museos y Galerías», SEU Sede de Alicante.  «Arte no convencional en Alicante", en el ciclo  KulturCAM de Alicante. Directora del Seminario «Cómo Nace Una Colección” en el Club Información de Alicante.
Además de la programación en sus galerías, realiza comisariados independientes como Entrada al sentido, paradigmas de lo imaginario, en comisariado  compartido por Concha Fontenla San Juan y Begoña Martínez Deltell. Desde 2012 dirige la editorial Aural Ediciones y la Galería de Arte Aural, primero se instaló en su ciudad natal, Alicante, y posteriormente abrió otro espacio en Madrid. La programación de los dos espacios en algún momento es simultánea, como la que inauguró del histórico artista italiano  Bruno Munari en Madrid y en Alicante con obras distintas en cada una de ellas.
Asiste a ferias internacionales como la de Arco en Madrid en cuyas ferias presenta la obra de los artistas con los que trabaja en sus galerías. Además crea proyectos y exposiciones mediante comisariados externos para instituciones. Dichas exposiciones  se completan con publicaciones tales como Entrada al sentido, paradigmas de lo imaginario / 84-923031-9-0. ].